# Omicidi nella domus
Omicidi nella domus è un romanzo giallo storico di Walter Astori ambientato nell'antica Roma, edito nel 2018. È il secondo libro avente come protagonista il questore Flavio Callido.

## Trama
Siamo nel 61 a.C., poco tempo dopo gli eventi del primo libro. Per ritemprarsi dalle fatiche della vita di Roma, il giovane questore Flavio Callido si concede qualche giorno di riposo presso la villa suburbana di suo padre Spurio, personaggio di spicco nella vita politica durante la dittatura di Lucio Cornelio Silla. Ma l'atmosfera che accoglie Callido, che avrebbe dovuto essere tranquilla, si rivela essere drammatica: nel buio della notte, è morta Cecilia, seconda moglie di Lucio Calpurnio Bestia, uno degli ospiti illustri di Spurio insieme all'ex-console Murena e a Fausta Cornelia, figlia di Silla. Tutti concordano che Cecilia sia morta per cause naturali, tranne Marciana, madre adottiva di Cecilia e cugina di Catone, in quanto, nel corso della notte, Cecilia era scampata a un attentato e aveva lanciato accuse precise nei confronti di Licinia, sorella di Murena, rea di volersi sbarazzare di lei per poter sposare Bestia. I due illustri patrizi, infatti, sono legati da forti interessi reciproci: in un momento in cui la congiura di Catilina ha lasciato un vuoto di potere, Pompeo, Crasso e Cesare si stanno ora facendo largo nella vita politica dell'Urbe, e stando a loro andrebbero fermati... e Cecilia costituiva un ostacolo.
Spetterà pertanto a Flavio Callido far luce sulla tragica morte della donna, oltre che sulla morte di una schiava e sulla sparizione di uno schiavo, di cui nessuno pare interessarsi.

## Personaggi
- Flavio Callido: questore romano e protagonista della serie.
- Gaio Antonio: cercatore amico di Callido.
- Lucio Licinio Murena: console nel 62 a.C.
- Lucio Calpurnio Bestia: politico.
- Lucusta: aruspice.
- Lucio Sempronio Atratino: figlio di Bestia.
- Massimo: medico e figlio adottivo di Bestia.
- Fausta Cornelia: figlia del dittatore Silla.
- Spurio: ex senatore romano e padre di Callido.
- Censo: littore.

## Edizioni
- Walter Astori, Omicidi nella domus, Edizioni Piemme, 10 luglio 2018,  p. 240, ISBN 978-88-566-6430-0.